# Right On
Right On er en LP-udgivelse fra Burnin Red Ivanhoe der udkom i 1974. Det var den 6. og sidste LP udgivet på Sonet. Pladen blev indspillet december 1973 og maj 1974 i Rosenberg studio i København. Freddy Hansson var lydtekniker og den blev produceret af Freddy Hansson og Burnin Red Ivanhoe.
Right On havde den samme besætning som i perioden 1970-72, bortset fra at Kim Menzer ikke er med og at Kenneth Knudsen er blevet nyt medlem. Pladen blev indspillet på et tidspunkt hvor Karsten Vogel også spillede med Secret Oyster. Hvor Secret Oyster spillede instrumentalmusik med vægt på jazz, så er Right On primært domineret af melodiøse sange med vægt på rock. Til denne plade benyttede Karsten Vogel Dan Turell som tekstforfatter. Det skal bemærkes at før After the Carcrash er der et lydklip på 15 sekunder med titlen Accident. August Suicidal blev i 1973 udgivet som August Gyldenstjerne med Poul Dissing som sanger.

## Indhold
Side 1
1. "August Suicidal" (Vogel) 4:32
2. "When I Look Into Your Eyes" (Turell-Vogel) 3:40
3. "La Beaute du Buste" (Vogel) 4:50
4. "Make Me Look Away" (Wille-Stæhr) 5:40

Side 2
1. "Rockin` Rambler" (Turell-Vogel) 11:42
2. "Tell Me" (Turell-Vogel) 5:20
3. "After the Carcrash" (Ole Fick) 3:00

Totaltid: 39:00